# Себастиан Фугер фон Кирхберг-Вайсенхорн
Себастиан Фугер фон Кирхберг-Вайсенхорн (на немски: Sebastian Fugger Graf zu Kirchberg und Weissenhorn; * 7 декември 1620; † 20 юли 1677 в Аугсбург) е граф от род Фугер-Кирхберг-Вайсенхорн, господар на Нордендорф, Вьорт, Матзиз (в Тусенхаузен) и Дутенщайн (при Дишинген в Баден-Вюртемберг).
Той е вторият син на генерал граф Ото Хайнрих Фугер (1592 – 1644), императорски губернатор в Аугсбург, и втората му съпруга фрайин Мария Елизабет фон Валдбург-Цайл (1600 – 1660), дъщеря на фрайхер имперски трушсес Фробен фон Валдбург-Цайл (1569 – 1614) и Анна Мария фрайин фон Тьоринг (1578 – 1636).
Братята му са граф Бонавентура (1619 – 1693), господар на Кирххайм в Швабия и Шмихен, Кристиан Фробен Фугер фон Кирхберг-Вайсенхорн (1627 – 1672), Йохан Ото Фугер фон Кирхберг-Вайсенхорн (1631 – 1687), господар на Грьоненбах, и Паул (1637 – 1701), господар на Микхаузен и Дутенщайн.

## Фамилия
Себастиан Фугер фон Кирхберг-Вайсенхорн се жени 1656 г. за Мария Клаудия Хундбис фон Валтрамс († 1702, погребана в Аугсбург), дъщеря на Йохан Конрад Хундбис фон Валтрам и фрайин Ева Елизабет цу Шпаур. Те имат 11 деца:
- Мария Терезия (* 30 декември 1657; † 13 май 1729), омъжена на 24 януари 1675 г. за граф Зигмунд Йозеф Фугер фон Кирхберг-Вайсенхорн (* 15 август 1654; † 30 януари 1696), внук на граф Йохан Фугер Стари (1583 – 1633) и син на граф Йохан Франц Фугер фон Кирхберг-Вайсенхорн, господар на Бабенхаузен (1613 – 1668/1685)
- Мария Анна Фугер (* 16 март 1659, Матзиз; † 12 юли 1725, Валдзее), омъжена на 20 февруари 1684 г. за фрайхер и граф Йохан фон Валдбург-Волфег-Валдзее (* 13 октомври 1661; † 25 декември 1724)
- Франц Евзтах (*/† 1660)
- Марквард Евзтах (* 13 декември 1661, Айхщет; † 19 юни 1732, Мьорен), граф Фугер, господар на Мьорен и Вьорт, женен на 18 юли 1689 г. за графиня Анна Фелицитас Франциска Фугер фон Кирхберг-Вайсенхорн (* 4 октомври 1668, Инсбрук; † 10 декември 1725), внучка на дядо му Ото Хайнрих Фугер и дъщеря на чичо му граф Йохан Ото Фугер фон Кирхберг-Вайсенхорн-Грьоненбах (1631 – 1687); имат син и дъщеря
- Мария Клаудия Елизабет (* 4 февруари 1663)
- Филип Йозеф Евзтах (* 4 май 1664; † 1709)
- Евзтах Мария (* 8 септември 1665, Матзиз; † 25 май 1743), господар на Нордендорф и Дутеншайн, женен на 15 юни 1699 г. във Вертинген за Мария Ева Доротея Маршалин фон Папенхайм († 1739); има син и четири дъщери
- Франц Антон Евзтах (* 7 октомври 1666; † 18 април 1670)
- Франц Евзтах (*/1670)
- Мария Клаудия Франциска Валбург (* 13 януари 1668, Матзиз; † 13 април 1721, Констанц), омъжена на 22 февруари 1689 г. в Аугсбург за граф Иниго Ламорал фон Турн и Таксис (* ок. 1653; † 1 октомври 1713), императорски генерал на кавалерията, син на граф Ламорал II Клаудиус Франц фон Турн и Таксис (1621 – 1676)
- Мария Магдалена Кристина (* 26 януари 1669; † 3 август 1670)